# 堀元見
堀元 見（、1992年4月30日 - ）は、日本の著述家、YouTuber、Podcaster。沖縄県生まれ、北海道札幌市育ち、慶應義塾大学理工学部情報工学科卒業。株式会社pedantic代表。

## 経歴
札幌市立旭小学校、札幌市立八条中学校、北海道札幌南高校を卒業後、河合塾札幌校で1年間浪人した後、慶應義塾大学理工学部情報工学科に入学。
学位取得のための卒業論文は、「プロジェクタロボットを用いた運転支援システムにおけるエージェントの振る舞いの研究」である。
大学卒業後はフリーランスとしてウェブコンテンツの制作やnoteなどでの活動に従事し、「ビジネス書100冊読んで実践する」などの企画を行なっていた。
YouTubeにて「衒学チャンネル」を運営しており、2021年3月には水野太貴と「ゆる言語学ラジオ」を開始。2022年1月には水野とYouTubeチャンネル「ゆるコンピュータ科学ラジオ」を始めた。
2021年12月に『教養悪口本』を出版。「インテリ悪口専業作家」を自称している。
2022年4月に『ビジネス書ベストセラーを100冊読んで分かった成功の黄金律』を出版。2019年の7月に公開した「起業本100冊読んで教えを実行したら、駅でかぼちゃを食べさせられた」という記事が評判を呼び、ABEMA Primeに出演した。この記事やABEMAの番組を見た徳間書店の編集者が、「ビジネス書を100冊読んで教えをまとめてみた」といった本を書くことを堀元に依頼した。堀元は、執筆のためにビジネス書の教えを抽出してスプレッドシートにまとめる際、尾原和啓著『プロセスエコノミー』の流行の波に乗るために、スプレッドシートを制作するプロセスを公開するライブ配信を衒学チャンネルで行った。
新潮社の雑誌『小説新潮』にて、「読むだけでグングン頭が良くなる下ネタ大全」という連載エッセイを、2023年3月号から寄稿し始めた。2024年1月4日に、株式会社バリューブックスに所属する飯田光平と、YouTubeチャンネル「積読チャンネル」を開始した。
2024年初頭に結婚し、同年10月離婚。

## 著作

### 単著
- 『教養悪口本』光文社、2021年12月、245頁。ISBN 978-4334952822。
- 『ビジネス書ベストセラーを100冊読んで分かった成功の黄金律』徳間書店、2022年4月、192頁。ISBN 978-4198653880。
- 『読むだけでグングン頭が良くなる下ネタ大全』新潮社、2025年5月、256頁。ISBN 978-4103562917。

### 共著
- 堀元見、水野太貴『言語オタクが友だちに700日間語り続けて引きずり込んだ言語沼』あさ出版、2023年4月7日、208頁。ISBN 978-4866673806。[19]
  - 堀元見、水野太貴『復刻版 言語オタクが友だちに700日間語り続けて引きずり込んだ言語沼』バリューブックス・パブリッシング、2023年9月27日。ISBN 978-4-910865-05-8。

### 連載
- 「読むだけでグングン頭が良くなる下ネタ大全」『小説新潮』2023年3月号 - 2024年10月号 連載。